# Elecciones provinciales de Córdoba de 2015
Las Elecciones Generales de la Provincia de Córdoba 2015 se realizaron el 5 de julio de 2015. Además de los cargos ejecutivos, se elegirán 70 legisladores provinciales.

## Resultados

### Gobernador y vicegobernador
| Fórmula               | Fórmula                   | Partido               | Partido                                                  | Votos     | %     |
| Gobernador            | Vicegobernador            | Partido               | Partido                                                  | Votos     | %     |
| --------------------- | ------------------------- | --------------------- | -------------------------------------------------------- | --------- | ----- |
| Juan Schiaretti       | Martín Llaryora           |                       | Unión por Córdoba                                        | 745.240   | 39,99 |
| Oscar Aguad           | Héctor Baldassi           |                       | Juntos por Córdoba                                       | 628.806   | 33,74 |
| Eduardo Accastello    | Cacho Buenaventura        |                       | Córdoba Podemos                                          | 319.942   | 17,17 |
| Liliana Olivero       | Ángel Hernán Puddu        |                       | Frente de Izquierda y de los Trabajadores                | 91.287    | 4,89  |
| Eduardo José Mulhall  | Anita Beatriz Páez        |                       | Movimiento al Socialismo                                 | 26.626    | 1,32  |
| Raúl Gómez            | Sofía Gatica              |                       | MST-Nueva Izquierda                                      | 26.333    | 1,31  |
| Roberto Birri         | Carlos Alberto Altamirano |                       | Frente Progresista y Popular (PS - GEN - MLS - UP - PTP) | 25.121    | 1,25  |
| Votos positivos       | Votos positivos           | Votos positivos       | Votos positivos                                          | 1.863.355 | 92,74 |
| Votos en blanco       | Votos en blanco           | Votos en blanco       | Votos en blanco                                          | 77.873    | 3,87  |
| Votos nulos           | Votos nulos               | Votos nulos           | Votos nulos                                              | 67.902    | 3,37  |
| Participación         | Participación             | Participación         | Participación                                            | 2.009.130 | 74,97 |
| Abstenciones          | Abstenciones              | Abstenciones          | Abstenciones                                             | 670.753   | 25,03 |
| Electores registrados | Electores registrados     | Electores registrados | Electores registrados                                    | 2.679.883 | 100   |
| Fuente:               |                           |                       |                                                          |           |       |

#### Resultados por departamentos
| Distrito           | Schiaretti/Llaryora (UPC) | Schiaretti/Llaryora (UPC) | Aguad/Baldassi (JPC) | Aguad/Baldassi (JPC) | Acastello/Buenaventura (CP) | Acastello/Buenaventura (CP) | Olivero/Puddu (FIT) | Olivero/Puddu (FIT) | Mulhall/Páez (MAS) | Mulhall/Páez (MAS) | Gomez/Gatica (MST-NI) | Gomez/Gatica (MST-NI) | Birri/Altamirano (FPCYS) | Birri/Altamirano (FPCYS) |
| Distrito           | Votos                     | %                         | Votos                | %                    | Votos                       | %                           | Votos               | %                   | Votos              | %                  | Votos                 | %                     | Votos                    | %                        |
| ------------------ | ------------------------- | ------------------------- | -------------------- | -------------------- | --------------------------- | --------------------------- | ------------------- | ------------------- | ------------------ | ------------------ | --------------------- | --------------------- | ------------------------ | ------------------------ |
| Calamuchita        | 16.126                    | 50,00                     | 8.699                | 26,97                | 5.696                       | 17,66                       | 786                 | 2,44                | 260                | 0,81               | 290                   | 0,90                  | 392                      | 1,22                     |
| Capital            | 226.883                   | 31,24                     | 274.426              | 37,79                | 121.207                     | 16,69                       | 64.563              | 8,89                | 13.293             | 1,83               | 15.465                | 2,13                  | 10.356                   | 1,43                     |
| Colón              | 54.538                    | 40,71                     | 47.473               | 35,43                | 18.637                      | 13,91                       | 7.373               | 5,50                | 2.633              | 1,97               | 1.843                 | 1,38                  | 1.485                    | 1,11                     |
| Cruz del Eje       | 13.673                    | 51,39                     | 7.735                | 29,07                | 4.344                       | 16,33                       | 330                 | 1,24                | 146                | 0,55               | 157                   | 0,59                  | 221                      | 0,83                     |
| General Roca       | 8.528                     | 45,51                     | 7.466                | 39,85                | 2.227                       | 11,89                       | 90                  | 0,48                | 73                 | 0,39               | 88                    | 0,47                  | 265                      | 1,41                     |
| General San Martín | 19.864                    | 26,14                     | 18.767               | 24,70                | 33.910                      | 44,63                       | 1.268               | 1,67                | 398                | 0,52               | 907                   | 1,19                  | 871                      | 1,15                     |
| Ischilín           | 7.882                     | 48,59                     | 3.581                | 22,08                | 4.023                       | 24,80                       | 239                 | 1,47                | 76                 | 0,47               | 268                   | 1,65                  | 151                      | 0,93                     |
| Juárez Celman      | 16.716                    | 49,32                     | 10.397               | 30,68                | 5.344                       | 15,77                       | 384                 | 1,13                | 224                | 0,66               | 234                   | 0,69                  | 591                      | 1,74                     |
| Marcos Juárez      | 27.355                    | 45,64                     | 20.045               | 33,44                | 10.346                      | 17,26                       | 543                 | 0,91                | 391                | 0,65               | 389                   | 0,65                  | 872                      | 1,45                     |
| Minas              | 2.277                     | 72,35                     | 612                  | 19,45                | 220                         | 6,99                        | 12                  | 0,38                | 11                 | 0,35               | 9                     | 0,29                  | 6                        | 0,19                     |
| Pocho              | 1.729                     | 58,95                     | 843                  | 28,74                | 332                         | 11,32                       | 10                  | 0,34                | 3                  | 0,10               | 15                    | 0,51                  | 1                        | 0,03                     |
| Punilla            | 40.941                    | 40,23                     | 35.922               | 35,30                | 15.814                      | 15,54                       | 4.691               | 4,61                | 2.038              | 2,00               | 1.302                 | 1,28                  | 1.048                    | 1,03                     |
| Río Cuarto         | 70.285                    | 51,58                     | 36.388               | 26,70                | 19.823                      | 14,55                       | 1.652               | 1,21                | 3.069              | 2,25               | 1.207                 | 0,89                  | 3.848                    | 2,82                     |
| Río Primero        | 12.968                    | 45,46                     | 12.620               | 44,24                | 2.083                       | 7,30                        | 382                 | 1,34                | 117                | 0,41               | 158                   | 0,55                  | 198                      | 0,69                     |
| Río Seco           | 4.731                     | 58,71                     | 2.602                | 32,29                | 642                         | 7,97                        | 36                  | 0,45                | 17                 | 0,21               | 20                    | 0,25                  | 10                       | 0,12                     |
| Río Segundo        | 27.509                    | 44,08                     | 23.882               | 38,27                | 8.599                       | 13,78                       | 1.169               | 1,87                | 328                | 0,53               | 395                   | 0,63                  | 521                      | 0,83                     |
| Roque Sáenz Peña   | 9.544                     | 46,15                     | 8.642                | 41,79                | 1.927                       | 9,32                        | 252                 | 1,22                | 110                | 0,53               | 139                   | 0,67                  | 67                       | 0,32                     |
| San Alberto        | 11.449                    | 54,01                     | 6.336                | 29,89                | 2.539                       | 11,98                       | 454                 | 2,14                | 100                | 0,47               | 149                   | 0,70                  | 172                      | 0,81                     |
| San Javier         | 15.557                    | 53,62                     | 4.891                | 16,86                | 7.400                       | 25,50                       | 573                 | 1,97                | 132                | 0,45               | 227                   | 0,78                  | 235                      | 0,81                     |
| San Justo          | 63.957                    | 53,19                     | 35.470               | 29,50                | 15.763                      | 13,11                       | 1.769               | 1,47                | 716                | 0,60               | 1.022                 | 0,85                  | 1.546                    | 1,29                     |
| Santa María        | 27.830                    | 48,02                     | 17.440               | 30,09                | 7.850                       | 13,55                       | 2.226               | 3,84                | 1.026              | 1,77               | 843                   | 1,45                  | 735                      | 1,27                     |
| Sobremonte         | 1.712                     | 58,29                     | 1.125                | 38,30                | 88                          | 3,00                        | 6                   | 0,20                | 4                  | 0,14               | 1                     | 0,03                  | 1                        | 0,03                     |
| Tercero Arriba     | 30.525                    | 46,84                     | 18.107               | 27,78                | 12.746                      | 19,56                       | 1.704               | 2,61                | 467                | 0,72               | 642                   | 0,99                  | 978                      | 1,50                     |
| Totoral            | 5.390                     | 48,26                     | 4.317                | 38,66                | 1.090                       | 9,76                        | 135                 | 1,21                | 46                 | 0,41               | 117                   | 1,05                  | 73                       | 0,65                     |
| Tulumba            | 4.346                     | 53,14                     | 2.261                | 27,64                | 1.382                       | 16,90                       | 122                 | 1,49                | 12                 | 0,15               | 14                    | 0,17                  | 42                       | 0,51                     |
| Unión              | 22.925                    | 38,26                     | 18.759               | 31,31                | 15.910                      | 26,55                       | 518                 | 0,86                | 936                | 1,56               | 432                   | 0,72                  | 436                      | 0,73                     |
| Total              | 745.240                   | 39,99                     | 628.806              | 33,74                | 319.942                     | 17,17                       | 91.287              | 4,89                | 26.626             | 1,32               | 26.333                | 1,31                  | 25.121                   | 1,25                     |

### Legislatura
| Partido/Alianza       | Partido/Alianza                           | Legislador por distrito único | Legislador por distrito único | Legislador por distrito único | Legislador por distrito único | Legislador departamental | Legislador departamental | Legislador departamental | Bancas totales |
| Partido/Alianza       | Partido/Alianza                           | Votos                         | %                             | Bancas                        | Candidatos | Votos                    | %                        | Bancas                   | Bancas totales |
| --------------------- | ----------------------------------------- | ----------------------------- | ----------------------------- | ----------------------------- | --- | ------------------------ | ------------------------ | ------------------------ | -------------- |
|                       | Unión por Córdoba                         | 598.882                       | 36,86                         | 18/44                         | Ver candidatos: 1. Daniel Passerini 2. María Laura Labat 3. Carlos Mario Gutiérrez 4. Mariana Alicia Caserio 5. Héctor Campana 6. Nilda Azucena Roldán 7. Manuel Fernando Calvo 8. Graciela Susana Brarda 9. Julián María López 10. Miriam Gladys Cuenca 11. Marcos César Farina 12. María del Carmen Ceballos 13. José Emilio Pihen 14. Ilda Bustos 15. Carlos Vidan Mercado 16. Ana María del Valle Papa 17. Miguel Ángel Majul 18. Sandra Beatriz Trigo 19. Nancy Alberione 20. Luis Manfredo Unterthurner 21. Orlando Enrique Sella 22. Ana María Becerra 23. Antonio Luciano Badino 24. Gilda Marcela Rodríguez 25. Adrián Eugenio Walker 26. María Cecilia Ibáñez 27. José Ricardo Sanz Ramírez 28. Silvia Alejandra Elorza 29. Ezequiel Alfredo Viglianco 30. Paula Mariam Allub 31. Alfredo Edgardo Magallanes 32. Cintia Daniela Hayipanteli 33. Enrique Gabriel Busso 34. Débora Alejandra Magallan Mielgo 35. Matías Daniel Mustafa 36. Karina Beatriz Penessi 37. Tomás Telesforo Figueroa Echeandia 38. Paola Natalia Ferreyra 39. Jorge Osvaldo Villagra 40. Alicia Susana Oliva 41. Guillermo Luis Natali 42. Stella Maris Savary 43. Guillermo César Ferreyra 44. Romina Montemartini                                                 | 614.830                  | 37,02                    | 18/26                    | 36/70          |
|                       | Juntos por Córdoba                        | 532.322                       | 32,77                         | 15/44                         | Ver candidatos: 1. Daniel Juez 2. María Elisa Caffaratti 3. Darío Gustavo Capitani 4. Amalia Andrea Vagni 5. Orlando Arduh 6. Marcela Noemí Tinti 7. Rodrigo de Loredo 8. Soher El Sukaria 9. Juan Pablo Quinteros 10. Marina Mabel Serafín 11. Benigno Antonio Rins 12. Viviana Cristina Massare 13. Jorge Horacio Font 14. Adriana Miriam Oviedo 15. Miguel Nicolás 16. María Silvina Leonelli 17. Gustavo Jorge Carrara 18. María Eugenia Pujadas Bustos 19. Adolfo Edgar Somoza 20. Berta Katrina Quispe 21. Lucas Emiliano Castro Vargas 22. Liliana del Valle Juri 23. Guillermo Farías 24. Silvia Gabriela Paleo 25. Julián Chasco 26. Patricia Isabel Botta 27. Daniel Alejandro Laros 28. Tatiana Zabotkine 29. Andrés Díaz Yofre 30. Fernanda Analía Juárez de Leuca 31. Omar José Rabaglio 32. María Silvina McLean 33. Francisco Losano 34. Alejandra Beatriz Leloutre 35. Adolfo Enrique Almada 36. Carolina Córdoba 37. Alberto Cecilio del Castillo 38. Nora Margarita Bizzutti 39. Ricardo Manuel Betorz 40. Mónica Graciela Lannutti 41. Franco Exequiel Jular 42. Graciela del Carmen Lizarraga 43. Juan Carlos Cevallos 44. Lorena Valeria del Valle Peralta Córdoba                                                               | 566.944                  | 34,14                    | 7/26                     | 22/70          |
|                       | Córdoba Podemos                           | 253.198                       | 15,59                         | 7/44                          | Ver candidatos: 1. Martín Fresneda 2. Liliana Rosa Montero 3. Franco Gabriel Saillen 4. Carmen Rosa Nebreda 5. Fernando Edmundo Salvi 6. Vilma Catalina Chiappello 7. Ricardo Omar Vissani 8. Modesta Magdalena Teresa Genesio 9. Héctor Guillermo Muñoz 10. Malvina Noemí Tosco 11. Edgar Raúl Muller 12. Jessica Daniela Vega 13. Silvio Germán Aballay 14. Marta Nicolasa Juárez 15. Fernando Enrique Boldú 16. Nancy Fabiola Lizzul 17. Marcos Damián Ibáñez 18. Solana Gabriela López 19. Eduardo Julio Mugnaini Fiad 20. María Teresa Vivas 21. Jorge Enrique Barbero 22. Olga Beatriz Teresita Sayago 23. César Norberto Godoy 24. Ana Margarita Gabriela Morillo 25. Juan Melchor Trossero 26. María Isabel Sarmiento 27. Sergio Raúl Bladimir Flores 28. Gabriela Liliana Treber 29. Eduardo Luis González Olguín 30. Hipólita Raquel Ontivero 31. Miguel Ramón Apontes 32. Liz Guadalupe Cartas 33. Marcos César Almeida 34. Silvia Beatriz Salamone 35. Martín Alejandro Aspitia 36. Valeria Plaza Schaefer 37. Leandro Bienvenido Vallejos 38. Josefa Clara Volcoff 39. Martín Alejandro Gila 40. María Celeste Martini 41. Luciano Esteban Rafael Giuliani 42. María Luna Molina 43. Mario Alfredo Peral 44. Valentina Alejandra Machuca | 268.912                  | 16,19                    | 1/26                     | 8/70           |
|                       | Frente de Izquierda y de los Trabajadores | 101.785                       | 6,27                          | 3/44                          | Ver candidatos: 1. Eduardo Pedro Salas 2. Laura Vilches 3. Jorge Ezequiel Peressini 4. María Patricia Parola 5. Jorge Luis Navarro 6. Leticia Celli 7. Otto Jorge Giachero 8. Soledad Cristina Díaz García 9. Marcos Daniel Saillen 10. Marcela Alejandra Martín 11. José Alberto Barraza 12. María Cecilia Ibarra 13. María Isabel Giordano 14. Héctor Hugo Cesano 15. César Félix Quiñones 16. Marcela Liliana Chaves 17. Anabel Vanina Allochis 18. Andrés Tomás Damiani 19. Carlos Alberto Freites Bazán 20. Paulina María Teresa Castro 21. Noé Rubén Silbestein 22. Silvina Álvarez 23. Humberto Agustín Ramón Cabral 24. Vanesa Soledad Barcena 25. Héctor Marcelo Benavidez 26. María Soledad Barrionuevo 27. Tania Yael Argañaraz 28. Federico Guillermo Wagner 29. Emanuel Berardo 30. María Cecilia Ruiz 31. Ignacio Casas Pacciaroni 32. Silvina Elizabeth Vivas 33. Francisca Victoria Páez 34. Julio Alberto Sánchez 35. Pablo Moisés Acosta 36. Natalia Soledad Tort 37. Bruno Francioni 38. Eugenia Chávez Cabral 39. Gonzalo Martín Valverde 40. Martina Vergara 41. José Alberto Barraza 42. Candela Inés Guzmán Ahumada 43. Alfredo Roberto Leytes 44. Beatriz Ángela Perotti                                                      | 100.307                  | 6,04                     |                          | 3/44           |
|                       | Encuentro Vecinal Córdoba                 | 34.447                        | 2,12                          | 1/44                          | Ver candidatos: 1. Aurelio García Elorrio 2. María Rosa Marcone 3. Eduardo Pedro Cafferata 4. María Amelia Moscoso Cardoso 5. Mauricio Sebastián Schmitz 6. María José Cruceño 7. Alejandro Beretta 8. Andrea Hélida Mercedes Casero 9. Juan Luis Amestoy 10. María Cecilia Rigalt 11. Álvaro Zamora Consigli 12. Cristina Beatriz Trapote 13. Agustín Ezequiel Goldszer 14. Marina Belén "Mari" Reyna 15. Santiago Facundo Del Corro 16. María Teresita Vexenat de Francisco 17. Juan Carlos Rojas 18. Paula Zerbino 19. Sancho Díaz Malbrán 20. Irma Haydee Palacios 21. Claudio Daniel Días 22. Zulma Raquel Coirini 23. Máximo Antonio Ruiz 24. Gabriela Fernanda Oviedo 25. Roberto Amador Maldonado 26. Teresa De Francisco Pistone 27. Guillermo Ricardo López 28. Anabella Roxana Peiretti 29. Conrado Oscar Dinatale 30. Milagros Bernardi 31. Dante Emiliano Serres 32. Blanca Rosa Dryon 33. Julio César Frontera Vaca 34. María Rosa Pagano 35. Carlos Alberto Aguirre 36. María Del Carmen Peretti 37. Richard Oscar Ontibero 38. Vanessa Romina West 39. Fernando Hugo Actis 40. Mirtha Beatriz Barboza 41. Fernando Pablo Rigalt 42. Mónica Guadalupe Sánchez 43. Juan Pablo Rybecky 44. María José Posse                              | —                        | —                        | 1/44                     |                |
|                       | MST-Nueva Izquierda                       | 32.641                        | 2,01                          | 0/44                          | Ver candidatos: 1. Luciana Echevarría 2. Marcelo Maceira 3. Marina Acosta 4. Eduardo Zwick 5. Ana Klappenbach 6. Norberto del Caño 7. Jesica Lorena Gentile 8. Mario Cristian Neme Mazzuchi 9. Marcela Laura Etchichury 10. Lucas Cocha 11. Liliana Noemí Argüello 12. Walter Ignacio Camacho 13. María Rapalo Ceva 14. Diego Germán Juncos 15. Lucrecia María Cocha 16. Jorge Pablo Londero 17. Lucía Caisso 18. Luis Alberto Soul 19. Elodia Zonda 20. Osvaldo Daniel Quintana 21. María Gabriela Fierro 22. Ernesto Alejandro Vaca 23. Paula Desiré Cruceño 24. Eduardo Juan Alvado 25. Marianela Gómez Palomeque 26. Darío Juan Mannino 27. María Agustina Jacobo 28. Emmanuel Augusto Nausneris 29. Miriam Elba Angonese 30. Joaquín Armando Borda Varela 31. Micaela Bertone 32. Mauricio Alexander Buquet Hernández 33. Daniela Crapa 34. Andrés Facundo González 35. Carolina Lorena Gutierres 36. Rafael Gustavo Lazarte 37. Bárbara Wells 38. Hermes Josué Maciel 39. Analía Silvia Peludero 40. Nicolás Adrián Caro 41. Carlos Alberto Núñez 42. Silvina Beatriz Toconas 43. Gastón Nicolás Zegarra Salamona 44. Daiana Romina Sitto | 34.495                   | 2,08                     |                          |                |
|                       | Movimiento al Socialismo                  | 25.458                        | 1,57                          | 0/44                          | Ver candidatos: 1. Julia di Santi 2. Luis Agustín Gómez 3. María Luisa Pereyra 4. Sergio Alan Farinoli 5. Melodi María Balossino 6. Fernando Nicolás Ansaldi 7. Cintia María Victoria Balossino 8. Javier Carlos Alberto Tévez 9. Rocío Ceballos Paoli 10. Juan Pablo Aranguren Abrate 11. Valeria Lihue Díaz Giussani 12. Francisco Beltramone 13. Cintia Natalia Fernández 14. Franco Ricardo Bergero 15. Ana Trinidad Ferri 16. Manuel Nicolás Buscarolo 17. Guadalupe Inés Flores 18. Carlos Enrique Albarracín 19. Agustina García Rey 20. Maximiliano Luján Iglesias 21. Patricia Nora Giussani 22. Juan Manuel Imboden 23. María Florencia Toledo 24. Milton Damián Young 25. Ludmila Ayelén González 26. Juan Agustín Montero 27. Marta Aída Guzmán 28. José Facundo Manzanelli 29. Franca Beatriz Maccioni 30. Sergio Martín Milanesio 31. Mabel Luján Mangas 32. Andrés Minassian 33. Virginia Merlo 34. Hugo Oscar Minassian 35. Valentina Inés Tarantino 36. Renato Raúl Cidale 37. Malena Paula Mulhall Pereyra 38. Gonzalo Martín Nanzer 39. Valentina Rocío Tosco 40. Diego Eduardo Otta 41. Agustina Olivera 42. Emiliano Neil Peralta 43. Ana María Pallero 44. Mateo Romero Contreras                                               | 24.945                   | 1,50                     |                          |                |
|                       | Frente Progresista y Popular              | 25.324                        | 1,56                          | 0/44                          | Ver candidatos: 1. Eduardo Mario Cañas 2. Betiana Georgina Cabrera Fasolis 3. María Alejandra del Boca 4. Luis Ramiro Sonzini 5. Oscar Alberto Mengarelli 6. Elcira Damiana Zalazar 7. Miriam Beatriz Apostolo 8. Walter Sebastián Torres 9. Jorge Mario Córdoba 10. Susel Josefa del Valle Demichelis 11. Ricardo Fernando Nates 12. Johana Soledad Pérez 13. Víctor Hugo Vallejos 14. María Cristina Parra 15. Alfredo Miguel Rodríguez 16. Cristina Beatriz Varas 17. Franco Ezequiel Ramallo Oviedo 18. María Ana Mandakovic 19. Mónica Sandra Bertola 20. Alberto Policarpo Segovia 21. Sandra Verónica Cuello 22. Gustavo Tomás Zárate 23. Gimena Olga Blanco 24. Roberto Leandro Robledo 25. María Eugenia Maciel 26. Gustavo Rolando Coppola 27. Ana Lía Linares 28. Federico Ferrari 29. Beatriz Teresita Brizuela 30. Nelson Rubén Martínez 31. Miguel Ángel Poletta 32. Marisa Viviana Cariddi 33. Flavia Gisel Torres 34. Rodolfo Nemesio Uranga 35. Magali Guevara Olcese 36. Mario Ezequiel Taranto 37. Débora Natalia Quiroz 38. Gustavo Daniel Marchionatti 39. Leticia María Forconi 40. Edgardo René Morán 41. María Andrea Montes 42. Rubén Omar Plaino 43. María Luisa Martínez 44. Hugo Antonio Cassinerio                       | 30.928                   | 1,86                     |                          |                |
|                       | Coalición Cívica ARI                      | 6.094                         | 0,38                          | 0/44                          | Ver candidatos: 1. Marcelo Eduardo Argañaraz 2. Julia Beatriz Kovacevich 3. Hernán Ariel Montenegro 4. Elizabeth Corina Paula Carpi 5. Juan Carlos Masiero 6. Élida Nydia Jaimez 7. Luis Manuel Piñero 8. Ilda Lucía Román 9. Homero Ángel Farioli 10. Graciela Santana 11. Walter Alejandro Cepeda 12. Elba Concepción Cabrera 13. Antonio Aldo Ramello 14. María Cristina Godoy 15. Edgardo Iván Altamira 16. Delia Dora Bernachea 17. Néstor Sebastián Aguerreberry 18. María Ester Torres 19. Raúl Adolfo Teijeiro 20. Elena Inés Roschge 21. Roque Sergio Baigorria 22. María Felicitas Bayala 23. Gustavo Luis Pannelli 24. Marisel del Carmen Prosperi 25. Carlos Alfredo Grisoni 26. María Elizabeth Rosales 27. Pablo Daniel Brandan 28. Liliana Gabriela Blanco 29. Juan Pablo Alber 30. Marisa Carolina Rodríguez 31. Juan José Leone 32. Susana Beatriz Gallardo 33. Carlos Rubén Gramaglia 34. Romina Paola Pedernera Sorrento 35. Jorge Manuel Irrazábal 36. Camila Natasha Jaureguiberry 37. Matías Leonardo Flores 38. Claudia Alejandra Perea 39. Nicolás Eugenio Fornaso 40. Florencia Helena Dione 41. Julio Lindolfo Oviedo Villa 42. Elizabeth Cristina Colli 43. Pablo Alejandro Peisino 44. Nelly Cecilia Scoponi              | 10.969                   | 0,66                     |                          |                |
|                       | Partido Liberal Republicano               | 5.787                         | 0,36                          | 0/44                          | Ver candidatos: 1. Martín José Carranza Torres 2. María Agustina Piumetto 3. Carlos Hernán Carrara 4. Beatriz Emilia Ponti 5. Oscar Marciel Peralta 6. María Del Pilar Viqueira 7. Marcelo Cammisa 8. Teresita Maldonado Astrada 9. Rubén Ignacio Maurenzi 10. Graciela Ercilia Gorrochategui 11. Emanuel Alejandro Paniale 12. María Pía Tessio 13. Ismael Brussa 14. Mónica Noemí Palacios 15. Tomás Casañas Lerner 16. María Julieta Borreda 17. Martín Picchio 18. Jésica Jaime 19. Gustavo Nicolás Piccioni Aimar 20. María Valentina Piumetto 21. Raúl Norberto Confalonieri 22. Patricia Zatti 23. José Luis López Mensaque 24. María Alejandra Felippa 25. César Daniel Pietrantonio 26. Marta Beatriz Gallino 27. Agustín José Reynal 28. María Beatriz Carrara 29. Cruz Ferreyra 30. María Cristina Meyer 31. José Alberto Gascón 32. Valeria Andrea Romero 33. Mayco Brussa 34. Melina Beatriz Allasia 35. Martín E. Latasa 36. Mónica Elizabeth Bazán 37. Pablo Achával Becu 38. Graciela Biani 39. Marcos Gonzalo Barbosa 40. Silvia Anna Martoglio 41. Juan José Torres García 42. Lucila Carranza Torres 43. Carlos Eugenio Prieto Lamas 44. Macarena Maurenzi                                                                         | —                        | —                        |                          |                |
|                       | Unión Celeste y Blanco                    | 4.799                         | 0,30                          | 0/44                          | Ver candidatos: 1. Marcelo Rafael Angeli 2. Alejandra Ester Pereyra 3. Carlos Alberto Dini 4. Carolina María Scalamogna 5. Ramiro Daniel Buteler 6. Paula Cecilia Saires 7. Santiago Daniel Ricci Bonetto 8. Valeria Inés García 9. Juan Manuel Ocampo Gari 10. Romina Anahí Giménez 11. Leonardo José Antonio Damiano 12. Lourdes Aldana Rovera 13. Mariano Andrés Esteban Heredia 14. Julieta Vanesa Giménez 15. Lorenzo José Angeli 16. María Belén Sánchez Minelli 17. Ramiro Martín Angeli 18. Mónica Del Valle Zalazar 19. Cristian Guillermo Arrieta 20. Stella Maris González 21. David Javier Malicho 22. Gloria Noemí González 23. Rodrigo Gonzalo Tejeda 24. Margarita del Carmen Peyla 25. Américo Adán Arce Sánchez 26. Rosa Sonia Ortega 27. Marcelo Alejandro Villagra 28. Sandra Edith Zamora 29. Néstor Alejandro Ramallo 30. Mirta Graciela Aranda | 1.475                    | 0,09                     |                          |                |
|                       | Movimiento de Unidad Popular              | 3.869                         | 0,24                          | 0/44                          | Ver candidatos: 1. Francisco Lemme 2. Julia Matilde Moyano 3. Víctor Hugo Carletti 4. Miriam Albiero 5. Armando Gerardo Lescano 6. Lidia Sofía Godoy 7. Gustavo Adolfo Utrera Ramos 8. Dominga Francisca Ortega 9. Daniel Alberto Barnard 10. María Cristina Bellisonzi 11. Pablo Sebastián García 12. Marta Inés Gudiño 13. Gabriel Eduardo Martínez 14. Verónica María Cabarero 15. Carlos Iván González 16. Tamara Viviana Thomas 17. Víctor Fulgencio Sánchez 18. Ramona Del Carmen Gómez 19. Federico Marcelo Ortiz Tubis 20. Lidia Aurora Delgado 21. Carlos Alberto Ochoa 22. María Belén Ochoa 23. Alejandro Jesús Luis Becerra 24. Verónica Soledad Pérez 25. Rodolfo Norberto Galarza 26. Yamil Beatriz Gatti 27. Carlos Alberto Chanferoni 28. Sonia del Valle Torres 29. Jorge Osvaldo Argonz 30. Carolina Lemme 31. Lucas David Peña 32. Carmen Carolina Donalisio 33. René Vicente Mansilla 34. Mirian Beatriz Portela 35. Maximiliano Nicolás Godoy 36. Priscila Díaz 37. Carlos Héctor Mendieta 38. Rocío Daira Alonso Montoya 39. Luis Osvaldo Chaves 40. Vanesa Analía Ponce Díaz 41. Franco Nicolás Correa 42. Flavia Mariana López 43. Carlos Matías Ceballos Sánchez 44. Noelia Viviana Encinas                                  | 6.634                    | 0,40                     |                          |                |
| Votos positivos       | Votos positivos                           | 1.624.606                     | 80,86                         |                               | | 1.660.737                | 82,66                    |                          |                |
| Votos en blanco       | Votos en blanco                           | 316.002                       | 15,73                         | 272.810                       | 13,58 |                          |                          |                          |                |
| Votos nulos           | Votos nulos                               | 68.522                        | 3,41                          | 75.583                        | 3,76 |                          |                          |                          |                |
| Participación         | Participación                             | 2.009.130                     | 74,97                         | 2.009.130                     | 74,97 |                          |                          |                          |                |
| Abstenciones          | Abstenciones                              | 670.753                       | 25,03                         | 670.753                       | 25,03 |                          |                          |                          |                |
| Electores registrados | Electores registrados                     | 2.679.883                     | 100                           | 2.679.883                     | 100 |                          |                          |                          |                |
| Fuentes:              |                                           |                               |                               |                               | |                          |                          |                          |                |

#### Resultados por departamentos
| Calamuchita 1 Legislador              | Calamuchita 1 Legislador | Calamuchita 1 Legislador                  | Calamuchita 1 Legislador | Calamuchita 1 Legislador |
| Candidato                             | Partido                  | Partido                                   | Votos                    | %                        |
| ------------------------------------- | ------------------------ | ----------------------------------------- | ------------------------ | ------------------------ |
| Carlos Tomás Alesandri                |                          | Unión por Córdoba                         | 13.518                   | 47,56                    |
| Fabián Alberto Hoss                   |                          | Juntos por Córdoba                        | 8.167                    | 28,73                    |
| Oscar Alfredo Musumeci                |                          | Córdoba Podemos                           | 4.992                    | 17,56                    |
| Gerardo Hugo Domínguez                |                          | Frente de Izquierda y de los Trabajadores | 894                      | 3,15                     |
| Elio Mario Garramuño                  |                          | Frente Progresista y Popular              | 448                      | 1,58                     |
| Pedro Gabriel Sosa                    |                          | MST-Nueva Izquierda                       | 404                      | 1,42                     |
| Votos positivos                       | Votos positivos          | Votos positivos                           | 28.423                   | 81,22                    |
| Votos en blanco                       | Votos en blanco          | Votos en blanco                           | 5.345                    | 15,27                    |
| Votos nulos                           | Votos nulos              | Votos nulos                               | 1.228                    | 3,51                     |
| Participación                         | Participación            | Participación                             | 34.996                   | 77,28                    |
| Electores registrados                 | Electores registrados    | Electores registrados                     | 45.286                   | 100                      |
| Capital 1 Legislador                  |                          |                                           |                          |                          |
| Candidato                             | Partido                  | Partido                                   | Votos                    | %                        |
| Héctor Javier Bee Sellares            |                          | Juntos por Córdoba                        | 236.392                  | 36,24                    |
| Eduardo Barrionuevo                   |                          | Unión por Córdoba                         | 184.917                  | 28,35                    |
| Carlos Hugo Vicente                   |                          | Córdoba Podemos                           | 102.495                  | 15,71                    |
| Sergio Ignacio Folchieri              |                          | Frente de Izquierda y de los Trabajadores | 70.264                   | 10,77                    |
| Roberto Gastón Pereyra Vacchiani      |                          | MST-Nueva Izquierda                       | 19.181                   | 2,94                     |
| Santiago Horacio Belizán              |                          | Movimiento al Socialismo                  | 14.222                   | 2,18                     |
| Martín Miguel Rodríguez               |                          | Frente Progresista y Popular              | 12.692                   | 1,95                     |
| Hernán Rodrigo Pérez                  |                          | Coalición Cívica ARI                      | 7.971                    | 1,22                     |
| Ramón Guadalupe Godoy                 |                          | Movimiento de Unidad Popular              | 4.145                    | 0,64                     |
| Votos positivos                       | Votos positivos          | Votos positivos                           | 652.279                  | 83,77                    |
| Votos en blanco                       | Votos en blanco          | Votos en blanco                           | 93.397                   | 11,99                    |
| Votos nulos                           | Votos nulos              | Votos nulos                               | 32.976                   | 4,24                     |
| Participación                         | Participación            | Participación                             | 778.652                  | 74,65                    |
| Electores registrados                 | Electores registrados    | Electores registrados                     | 1.043.080                | 100                      |
| Colón 1 Legislador                    |                          |                                           |                          |                          |
| Candidato                             | Partido                  | Partido                                   | Votos                    | %                        |
| Carlos Alberto Presas                 |                          | Unión por Córdoba                         | 44.937                   | 38,00                    |
| Germán Eduardo Jalil                  |                          | Juntos por Córdoba                        | 40.317                   | 34,09                    |
| Mariano Gustavo Saravia               |                          | Córdoba Podemos                           | 15.095                   | 12,76                    |
| Marcelo Adrián Chico                  |                          | Frente de Izquierda y de los Trabajadores | 7.665                    | 6,48                     |
| María Alániz                          |                          | MST-Nueva Izquierda                       | 3.012                    | 2,55                     |
| María Eugenia Sánchez                 |                          | Movimiento al Socialismo                  | 2.992                    | 2,53                     |
| Julio Orlando Vallejos                |                          | Frente Progresista y Popular              | 1.757                    | 1,49                     |
| Elena Nidia Guerín                    |                          | Coalición Cívica ARI                      | 1.016                    | 0,86                     |
| Eduardo Favio del Piccolo             |                          | Unión Celeste y Blanco                    | 804                      | 0,68                     |
| Martín Federico Donalisio             |                          | Movimiento de Unidad Popular              | 661                      | 0,56                     |
| Votos positivos                       | Votos positivos          | Votos positivos                           | 118.256                  | 81,98                    |
| Votos en blanco                       | Votos en blanco          | Votos en blanco                           | 19.920                   | 13,81                    |
| Votos nulos                           | Votos nulos              | Votos nulos                               | 6.076                    | 4,21                     |
| Participación                         | Participación            | Participación                             | 144.252                  | 74,08                    |
| Electores registrados                 | Electores registrados    | Electores registrados                     | 194.717                  | 100                      |
| Cruz del Eje 1 Legislador             |                          |                                           |                          |                          |
| Candidato                             | Partido                  | Partido                                   | Votos                    | %                        |
| José Eugenio Díaz                     |                          | Juntos por Córdoba                        | 11.927                   | 46,88                    |
| José Omar Monier                      |                          | Unión por Córdoba                         | 8.358                    | 32,86                    |
| Jorge Fidencio Cristobal Romero       |                          | Córdoba Podemos                           | 3.602                    | 14,16                    |
| Gerónimo Julio Hernán Candoli         |                          | Unión Celeste y Blanco                    | 671                      | 2,64                     |
| Viviana Noemí Asrilant                |                          | Frente de Izquierda y de los Trabajadores | 346                      | 1,36                     |
| Gerardo Benjamín Luna                 |                          | Frente Progresista y Popular              | 306                      | 1,20                     |
| Stella Maris Loyola                   |                          | MST-Nueva Izquierda                       | 229                      | 0,90                     |
| Votos positivos                       | Votos positivos          | Votos positivos                           | 25.439                   | 84,77                    |
| Votos en blanco                       | Votos en blanco          | Votos en blanco                           | 3.173                    | 10,57                    |
| Votos nulos                           | Votos nulos              | Votos nulos                               | 1.398                    | 4,66                     |
| Participación                         | Participación            | Participación                             | 30.010                   | 67,17                    |
| Electores registrados                 | Electores registrados    | Electores registrados                     | 44.679                   | 100                      |
| General Roca 1 Legislador             |                          |                                           |                          |                          |
| Candidato                             | Partido                  | Partido                                   | Votos                    | %                        |
| Víctor Abel Lino                      |                          | Juntos por Córdoba                        | 7.574                    | 43,63                    |
| Roberto Oscar Pagliano                |                          | Unión por Córdoba                         | 7.229                    | 41,64                    |
| Aldo Enrique Bazar                    |                          | Córdoba Podemos                           | 1.960                    | 11,29                    |
| Hugo Severo Ramón Matrangolo          |                          | Frente Progresista y Popular              | 359                      | 2,07                     |
| Sofía Yamila Serafini                 |                          | Frente de Izquierda y de los Trabajadores | 110                      | 0,63                     |
| Rocío Vaquero                         |                          | MST-Nueva Izquierda                       | 83                       | 0,48                     |
| Daniel Iribarne                       |                          | Coalición Cívica ARI                      | 46                       | 0,26                     |
| Votos positivos                       | Votos positivos          | Votos positivos                           | 17.361                   | 84,40                    |
| Votos en blanco                       | Votos en blanco          | Votos en blanco                           | 2.227                    | 11,08                    |
| Votos nulos                           | Votos nulos              | Votos nulos                               | 506                      | 2,52                     |
| Participación                         | Participación            | Participación                             | 20.094                   | 74,27                    |
| Electores registrados                 | Electores registrados    | Electores registrados                     | 27.056                   | 100                      |
| General San Martín 1 Legislador       |                          |                                           |                          |                          |
| Candidato                             | Partido                  | Partido                                   | Votos                    | %                        |
| Nora Esther Bedano                    |                          | Córdoba Podemos                           | 28.980                   | 43,12                    |
| Raúl Omar Costa                       |                          | Unión por Córdoba                         | 17.379                   | 25,86                    |
| Gustavo Roberto Bustamante            |                          | Juntos por Córdoba                        | 16.697                   | 24,84                    |
| José María Gutiérrez                  |                          | Frente de Izquierda y de los Trabajadores | 1.459                    | 2,17                     |
| Néstor Gea                            |                          | MST-Nueva Izquierda                       | 1.213                    | 1,80                     |
| Guillermo Roque Ceferino Nardi        |                          | Frente Progresista y Popular              | 1.185                    | 1,76                     |
| Bibiana Laura Rantica ?               |                          | Coalición Cívica ARI                      | 0                        | 0,00                     |
| Votos positivos                       | Votos positivos          | Votos positivos                           | 67.211                   | 82,48                    |
| Votos en blanco                       | Votos en blanco          | Votos en blanco                           | 11.415                   | 14,01                    |
| Votos nulos                           | Votos nulos              | Votos nulos                               | 2.861                    | 3,51                     |
| Participación                         | Participación            | Participación                             | 81.487                   | 76,59                    |
| Electores registrados                 | Electores registrados    | Electores registrados                     | 106.389                  | 100                      |
| Ischilín 1 Legislador                 |                          |                                           |                          |                          |
| Candidato                             | Partido                  | Partido                                   | Votos                    | %                        |
| Tania Kyshakevych                     |                          | Unión por Córdoba                         | 6.394                    | 39,22                    |
| María Cecilia Carrizo                 |                          | Juntos por Córdoba                        | 4.213                    | 25,84                    |
| César Osvaldo Abramenia               |                          | Córdoba Podemos                           | 4.164                    | 25,54                    |
| Pedro Eduardo del Valle Ponce de León |                          | MST-Nueva Izquierda                       | 912                      | 5,59                     |
| Tomás Alfredo Figueroa                |                          | Frente Progresista y Popular              | 392                      | 2,40                     |
| Miguel Alejandro Ruiz                 |                          | Frente de Izquierda y de los Trabajadores | 228                      | 1,40                     |
| Votos positivos                       | Votos positivos          | Votos positivos                           | 16.303                   | 86,63                    |
| Votos en blanco                       | Votos en blanco          | Votos en blanco                           | 1.618                    | 8,60                     |
| Votos nulos                           | Votos nulos              | Votos nulos                               | 899                      | 4,78                     |
| Participación                         | Participación            | Participación                             | 18.820                   | 73,37                    |
| Electores registrados                 | Electores registrados    | Electores registrados                     | 25.650                   | 100                      |
| Juárez Celman 1 Legislador            |                          |                                           |                          |                          |
| Candidato                             | Partido                  | Partido                                   | Votos                    | %                        |
| Matías Marcelo Viola                  |                          | Unión por Córdoba                         | 14.622                   | 47,67                    |
| Jorge Osvaldo Grazziano               |                          | Juntos por Córdoba                        | 11.264                   | 36,72                    |
| Ana Inés Martinengo                   |                          | Córdoba Podemos                           | 3.404                    | 11,10                    |
| Juan Carlos Cuello                    |                          | Frente Progresista y Popular              | 613                      | 2,00                     |
| Damián Carlos Pipino                  |                          | Frente de Izquierda y de los Trabajadores | 406                      | 1,32                     |
| Marcela Barufaldi                     |                          | MST-Nueva Izquierda                       | 365                      | 1,19                     |
| Votos positivos                       | Votos positivos          | Votos positivos                           | 30.674                   | 81,74                    |
| Votos en blanco                       | Votos en blanco          | Votos en blanco                           | 5.309                    | 14,15                    |
| Votos nulos                           | Votos nulos              | Votos nulos                               | 1.544                    | 4,11                     |
| Participación                         | Participación            | Participación                             | 37.527                   | 76,52                    |
| Electores registrados                 | Electores registrados    | Electores registrados                     | 49.043                   | 100                      |
| Marcos Juárez 1 Legislador            |                          |                                           |                          |                          |
| Candidato                             | Partido                  | Partido                                   | Votos                    | %                        |
| Eduardo Germán Buttarelli             |                          | Unión por Córdoba                         | 22.584                   | 42,52                    |
| Eduardo Alberto Borri                 |                          | Juntos por Córdoba                        | 18.898                   | 35,58                    |
| Oscar Daniel Fragazzini               |                          | Córdoba Podemos                           | 9.482                    | 17,85                    |
| Eugenio Simón Almirón                 |                          | Frente Progresista y Popular              | 913                      | 1,72                     |
| Jesica del Luján Zec                  |                          | Frente de Izquierda y de los Trabajadores | 571                      | 1,07                     |
| Sebastián Piccatto                    |                          | MST-Nueva Izquierda                       | 518                      | 0,89                     |
| Federico Alejandro Jaureguiberry      |                          | Coalición Cívica ARI                      | 153                      | 0,29                     |
| Votos positivos                       | Votos positivos          | Votos positivos                           | 53.119                   | 82,97                    |
| Votos en blanco                       | Votos en blanco          | Votos en blanco                           | 9.598                    | 14,99                    |
| Votos nulos                           | Votos nulos              | Votos nulos                               | 1.306                    | 2,04                     |
| Participación                         | Participación            | Participación                             | 64.023                   | 75,75                    |
| Electores registrados                 | Electores registrados    | Electores registrados                     | 84.518                   | 100                      |
| Minas 1 Legislador                    |                          |                                           |                          |                          |
| Candidato                             | Partido                  | Partido                                   | Votos                    | %                        |
| María Graciela Manzanares             |                          | Unión por Córdoba                         | 1.783                    | 59,37                    |
| Patricia Érica Montiel                |                          | Juntos por Córdoba                        | 1.069                    | 35,60                    |
| Diego Nicolás Rodríguez               |                          | Córdoba Podemos                           | 151                      | 5,03                     |
| Votos positivos                       | Votos positivos          | Votos positivos                           | 3.003                    | 85,34                    |
| Votos en blanco                       | Votos en blanco          | Votos en blanco                           | 417                      | 11,85                    |
| Votos nulos                           | Votos nulos              | Votos nulos                               | 99                       | 2,81                     |
| Participación                         | Participación            | Participación                             | 3.519                    | 75,37                    |
| Electores registrados                 | Electores registrados    | Electores registrados                     | 4.669                    | 100                      |
| Pocho 1 Legislador                    |                          |                                           |                          |                          |
| Candidato                             | Partido                  | Partido                                   | Votos                    | %                        |
| Hugo Oscar Cuello                     |                          | Unión por Córdoba                         | 1.106                    | 39,22                    |
| Raúl Guillermo Recalde                |                          | Juntos por Córdoba                        | 1.105                    | 39,18                    |
| Enrique Ángel Maldonado               |                          | Córdoba Podemos                           | 584                      | 20,71                    |
| Noelia Natalí Cáceres                 |                          | MST-Nueva Izquierda                       | 25                       | 0,89                     |
| Votos positivos                       | Votos positivos          | Votos positivos                           | 2.820                    | 88,62                    |
| Votos en blanco                       | Votos en blanco          | Votos en blanco                           | 304                      | 9,55                     |
| Votos nulos                           | Votos nulos              | Votos nulos                               | 58                       | 1,82                     |
| Participación                         | Participación            | Participación                             | 3.182                    | 74,10                    |
| Electores registrados                 | Electores registrados    | Electores registrados                     | 4.294                    | 100                      |
| Punilla 1 Legislador                  |                          |                                           |                          |                          |
| Candidato                             | Partido                  | Partido                                   | Votos                    | %                        |
| Hugo Alfonso Capdevila                |                          | Juntos por Córdoba                        | 33.971                   | 38,24                    |
| Marcos Miguel Sestopal                |                          | Unión por Córdoba                         | 31.258                   | 35,19                    |
| Ricardo Armando Obregón Cano (h)      |                          | Córdoba Podemos                           | 12.187                   | 13,72                    |
| Ricardo Agustín Godoy Solowinski      |                          | Frente de Izquierda y de los Trabajadores | 5.233                    | 5,89                     |
| Anahí Noelia Otta                     |                          | Movimiento al Socialismo                  | 2.350                    | 2,65                     |
| Sofía Judith Ahun Novillo             |                          | MST-Nueva Izquierda                       | 1.579                    | 1,78                     |
| Julio César Moyano                    |                          | Frente Progresista y Popular              | 1.033                    | 1,16                     |
| Lucas Anastasio Valdivia              |                          | Coalición Cívica ARI                      | 715                      | 0,80                     |
| Roberto Matías Padilla                |                          | Movimiento de Unidad Popular              | 512                      | 0,58                     |
| Votos positivos                       | Votos positivos          | Votos positivos                           | 88.838                   | 81,05                    |
| Votos en blanco                       | Votos en blanco          | Votos en blanco                           | 17.089                   | 15,59                    |
| Votos nulos                           | Votos nulos              | Votos nulos                               | 3.688                    | 3,36                     |
| Participación                         | Participación            | Participación                             | 109.615                  | 72,18                    |
| Electores registrados                 | Electores registrados    | Electores registrados                     | 151.867                  | 100                      |
| Río Cuarto 1 Legislador               |                          |                                           |                          |                          |
| Candidato                             | Partido                  | Partido                                   | Votos                    | %                        |
| Franco Diego Miranda                  |                          | Unión por Córdoba                         | 57.560                   | 48,26                    |
| Marcelo Gustavo Terzo                 |                          | Juntos por Córdoba                        | 33.168                   | 27,81                    |
| Sergio Fabián Rivarola                |                          | Córdoba Podemos                           | 16.524                   | 13,85                    |
| Mariano Mancinelli                    |                          | Frente Progresista y Popular              | 4.309                    | 3,61                     |
| Cecilia Simone                        |                          | Movimiento al Socialismo                  | 3.397                    | 2,85                     |
| José Luis Salazar                     |                          | Frente de Izquierda y de los Trabajadores | 2.160                    | 1,81                     |
| Valentín Gil Goicochea                |                          | MST-Nueva Izquierda                       | 1.254                    | 1,05                     |
| Diego Juan Agustín Cruceño            |                          | Coalición Cívica ARI                      | 558                      | 0,47                     |
| Armando Walter Páez                   |                          | Movimiento de Unidad Popular              | 351                      | 0,29                     |
| Votos positivos                       | Votos positivos          | Votos positivos                           | 119.281                  | 81,36                    |
| Votos en blanco                       | Votos en blanco          | Votos en blanco                           | 20.956                   | 14,29                    |
| Votos nulos                           | Votos nulos              | Votos nulos                               | 6.369                    | 4,34                     |
| Participación                         | Participación            | Participación                             | 146.606                  | 72,59                    |
| Electores registrados                 | Electores registrados    | Electores registrados                     | 201.968                  | 100                      |
| Río Primero 1 Legislador              |                          |                                           |                          |                          |
| Candidato                             | Partido                  | Partido                                   | Votos                    | %                        |
| Guillermo Ariel Crucianelli           |                          | Juntos por Córdoba                        | 12.891                   | 48,36                    |
| Pedro Alberto Schiavoni               |                          | Unión por Córdoba                         | 11.096                   | 41,63                    |
| Edwar Daniel Toledo                   |                          | Córdoba Podemos                           | 1.917                    | 7,19                     |
| Aldo Dante Videla                     |                          | Frente de Izquierda y de los Trabajadores | 294                      | 1,10                     |
| Romina Paola Navarro                  |                          | MST-Nueva Izquierda                       | 244                      | 0,92                     |
| Daniel Alejandro Torasso              |                          | Frente Progresista y Popular              | 212                      | 0,80                     |
| Votos positivos                       | Votos positivos          | Votos positivos                           | 26.654                   | 88,09                    |
| Votos en blanco                       | Votos en blanco          | Votos en blanco                           | 2.809                    | 9,28                     |
| Votos nulos                           | Votos nulos              | Votos nulos                               | 796                      | 2,63                     |
| Participación                         | Participación            | Participación                             | 30.259                   | 80,30                    |
| Electores registrados                 | Electores registrados    | Electores registrados                     | 37.681                   | 100                      |
| Río Seco 1 Legislador                 |                          |                                           |                          |                          |
| Candidato                             | Partido                  | Partido                                   | Votos                    | %                        |
| Gustavo Alberto Eslava                |                          | Unión por Córdoba                         | 4.494                    | 62,01                    |
| Juan José Monguillot                  |                          | Juntos por Córdoba                        | 2.494                    | 34,41                    |
| Omar Eduardo Arce                     |                          | Córdoba Podemos                           | 259                      | 3,57                     |
| Votos positivos                       | Votos positivos          | Votos positivos                           | 7.247                    | 80,67                    |
| Votos en blanco                       | Votos en blanco          | Votos en blanco                           | 1.526                    | 16,99                    |
| Votos nulos                           | Votos nulos              | Votos nulos                               | 210                      | 2,34                     |
| Participación                         | Participación            | Participación                             | 8.983                    | 77,17                    |
| Electores registrados                 | Electores registrados    | Electores registrados                     | 11.640                   | 100                      |
| Río Segundo 1 Legislador              |                          |                                           |                          |                          |
| Candidato                             | Partido                  | Partido                                   | Votos                    | %                        |
| Francisco José Fortuna                |                          | Unión por Córdoba                         | 24.102                   | 43,24                    |
| Roberto Hugo Herrera                  |                          | Juntos por Córdoba                        | 22.466                   | 40,31                    |
| Roberto Patria                        |                          | Córdoba Podemos                           | 6.913                    | 14,40                    |
| Juan José Balussi                     |                          | Frente de Izquierda y de los Trabajadores | 1.208                    | 2,17                     |
| Aníbal Pujol                          |                          | Frente Progresista y Popular              | 586                      | 1,05                     |
| Yohana Elizabeth Moral                |                          | MST-Nueva Izquierda                       | 460                      | 0,83                     |
| Votos positivos                       | Votos positivos          | Votos positivos                           | 55.735                   | 82,89                    |
| Votos en blanco                       | Votos en blanco          | Votos en blanco                           | 9.549                    | 14,20                    |
| Votos nulos                           | Votos nulos              | Votos nulos                               | 1.953                    | 2,90                     |
| Participación                         | Participación            | Participación                             | 67.237                   | 79,99                    |
| Electores registrados                 | Electores registrados    | Electores registrados                     | 84.053                   | 100                      |
| Roque Sáenz Peña 1 Legislador         |                          |                                           |                          |                          |
| Candidato                             | Partido                  | Partido                                   | Votos                    | %                        |
| Fernando José Palloni                 |                          | Juntos por Córdoba                        | 8.744                    | 46,53                    |
| Sergio Sebastián Busso                |                          | Unión por Córdoba                         | 7.717                    | 41,06                    |
| Ruperto Victorio Goñi                 |                          | Córdoba Podemos                           | 1.660                    | 8,83                     |
| Carlos María Villalón                 |                          | Frente de Izquierda y de los Trabajadores | 312                      | 1,66                     |
| Néstor Juan Carlos Magris             |                          | Movimiento de Unidad Popular              | 206                      | 1,10                     |
| María Fernanda Escudero               |                          | MST-Nueva Izquierda                       | 154                      | 0,82                     |
| Votos positivos                       | Votos positivos          | Votos positivos                           | 18.793                   | 82,00                    |
| Votos en blanco                       | Votos en blanco          | Votos en blanco                           | 3.505                    | 15,29                    |
| Votos nulos                           | Votos nulos              | Votos nulos                               | 620                      | 2,71                     |
| Participación                         | Participación            | Participación                             | 22.918                   | 78,94                    |
| Electores registrados                 | Electores registrados    | Electores registrados                     | 29.032                   | 100                      |
| San Alberto 1 Legislador              |                          |                                           |                          |                          |
| Candidato                             | Partido                  | Partido                                   | Votos                    | %                        |
| Alfredo Altamirano                    |                          | Unión por Córdoba                         | 10.122                   | 53,58                    |
| Luis Daniel Díaz                      |                          | Juntos por Córdoba                        | 5.626                    | 29,78                    |
| Alberto Fabián El Ain                 |                          | Córdoba Podemos                           | 2.139                    | 11,32                    |
| Ernesto David Arce                    |                          | Frente de Izquierda y de los Trabajadores | 546                      | 2,89                     |
| Paola Elizabeth Oyola                 |                          | Frente Progresista y Popular              | 223                      | 1,18                     |
| Valeria Silvana Álvarez Aballay       |                          | MST-Nueva Izquierda                       | 159                      | 0,84                     |
| Héctor Hugo Bolognesi                 |                          | Coalición Cívica ARI                      | 78                       | 0,41                     |
| Votos positivos                       | Votos positivos          | Votos positivos                           | 18.893                   | 82,56                    |
| Votos en blanco                       | Votos en blanco          | Votos en blanco                           | 3.471                    | 15,17                    |
| Votos nulos                           | Votos nulos              | Votos nulos                               | 520                      | 2,27                     |
| Participación                         | Participación            | Participación                             | 22.884                   | 75,18                    |
| Electores registrados                 | Electores registrados    | Electores registrados                     | 30.437                   | 100                      |
| San Javier 1 Legislador               |                          |                                           |                          |                          |
| Candidato                             | Partido                  | Partido                                   | Votos                    | %                        |
| Oscar Félix González                  |                          | Unión por Córdoba                         | 14.606                   | 55,00                    |
| Víctor Hugo Zani                      |                          | Juntos por Córdoba                        | 3.847                    | 14,49                    |
| Francisco Javier Pereyra              |                          | Córdoba Podemos                           | 6.886                    | 25,93                    |
| Norberto Emir Bonel                   |                          | Frente de Izquierda y de los Trabajadores | 580                      | 2,18                     |
| Rogelio Vivanco                       |                          | Frente Progresista y Popular              | 269                      | 1,01                     |
| Silvina Mariel Figueroa               |                          | MST-Nueva Izquierda                       | 235                      | 0,88                     |
| María Cristina García                 |                          | Coalición Cívica ARI                      | 135                      | 0,51                     |
| Votos positivos                       | Votos positivos          | Votos positivos                           | 26.558                   | 83,34                    |
| Votos en blanco                       | Votos en blanco          | Votos en blanco                           | 4.430                    | 13,90                    |
| Votos nulos                           | Votos nulos              | Votos nulos                               | 880                      | 2,76                     |
| Participación                         | Participación            | Participación                             | 31.868                   | 73,69                    |
| Electores registrados                 | Electores registrados    | Electores registrados                     | 43.247                   | 100                      |
| San Justo 1 Legislador                |                          |                                           |                          |                          |
| Candidato                             | Partido                  | Partido                                   | Votos                    | %                        |
| Germán Néstor Pratto                  |                          | Unión por Córdoba                         | 51.980                   | 50,94                    |
| Vicente Bernardo Costamagna           |                          | Juntos por Córdoba                        | 31.405                   | 30,77                    |
| Susana Beatriz Bailetti               |                          | Córdoba Podemos                           | 12.710                   | 12,45                    |
| Carlos Alberto Windholz               |                          | Frente de Izquierda y de los Trabajadores | 1.906                    | 1,87                     |
| María Rosa Terraf                     |                          | Frente Progresista y Popular              | 1.851                    | 1,81                     |
| Virginia Caldera Marsengo             |                          | MST-Nueva Izquierda                       | 1.717                    | 1,68                     |
| Eduardo Marcelo Juárez                |                          | Movimiento de Unidad Popular              | 480                      | 0,47                     |
| Votos positivos                       | Votos positivos          | Votos positivos                           | 102.049                  | 78,32                    |
| Votos en blanco                       | Votos en blanco          | Votos en blanco                           | 24.679                   | 18,94                    |
| Votos nulos                           | Votos nulos              | Votos nulos                               | 3.564                    | 2,74                     |
| Participación                         | Participación            | Participación                             | 130.292                  | 77,31                    |
| Electores registrados                 | Electores registrados    | Electores registrados                     | 168.541                  | 100                      |
| Santa María 1 Legislador              |                          |                                           |                          |                          |
| Candidato                             | Partido                  | Partido                                   | Votos                    | %                        |
| Walter Eduardo Saieg                  |                          | Unión por Córdoba                         | 24.539                   | 47,42                    |
| Martín Luis Núñez Cremades            |                          | Juntos por Córdoba                        | 14.500                   | 28,02                    |
| Gabriel Marcelo Valdovino             |                          | Córdoba Podemos                           | 6.509                    | 12,59                    |
| Ignacio Callido                       |                          | Frente de Izquierda y de los Trabajadores | 2.558                    | 4,94                     |
| Guillermo Alejandro Blanco            |                          | Frente Progresista y Popular              | 1.187                    | 2,29                     |
| Pedro Garbi                           |                          | MST-Nueva Izquierda                       | 1.112                    | 2,15                     |
| Elvia Estela Pallero                  |                          | Movimiento al Socialismo                  | 1.063                    | 2,05                     |
| Nora Haidee Pucheta                   |                          | Movimiento de Unidad Popular              | 279                      | 0,54                     |
| Votos positivos                       | Votos positivos          | Votos positivos                           | 51.747                   | 82,11                    |
| Votos en blanco                       | Votos en blanco          | Votos en blanco                           | 8.692                    | 13,79                    |
| Votos nulos                           | Votos nulos              | Votos nulos                               | 2.581                    | 4,10                     |
| Participación                         | Participación            | Participación                             | 63.020                   | 77,13                    |
| Electores registrados                 | Electores registrados    | Electores registrados                     | 81.702                   | 100                      |
| Sobremonte 1 Legislador               |                          |                                           |                          |                          |
| Candidato                             | Partido                  | Partido                                   | Votos                    | %                        |
| Walter Osvaldo Solusolia              |                          | Unión por Córdoba                         | 1.476                    | 53,29                    |
| Marcelo Fernando Soria                |                          | Juntos por Córdoba                        | 1.216                    | 43,90                    |
| Carmelo Eduardo Duca                  |                          | Córdoba Podemos                           | 78                       | 2,82                     |
| Votos positivos                       | Votos positivos          | Votos positivos                           | 2.770                    | 88,02                    |
| Votos en blanco                       | Votos en blanco          | Votos en blanco                           | 335                      | 10,65                    |
| Votos nulos                           | Votos nulos              | Votos nulos                               | 42                       | 1,33                     |
| Participación                         | Participación            | Participación                             | 3.147                    | 83,85                    |
| Electores registrados                 | Electores registrados    | Electores registrados                     | 3.753                    | 100                      |
| Tercero Arriba 1 Legislador           |                          |                                           |                          |                          |
| Candidato                             | Partido                  | Partido                                   | Votos                    | %                        |
| José Luis Scarlatto                   |                          | Unión por Córdoba                         | 25.655                   | 44,60                    |
| Daniel Omar Lubatti                   |                          | Juntos por Córdoba                        | 16.459                   | 28,61                    |
| Armando Andrés Astesano               |                          | Córdoba Podemos                           | 10.874                   | 18,91                    |
| María Stella Maris Charvetto          |                          | Frente de Izquierda y de los Trabajadores | 1.878                    | 3,27                     |
| Jorge Alberto Martino                 |                          | Frente Progresista y Popular              | 1.800                    | 3,13                     |
| Diego Nicolás Villafañe               |                          | MST-Nueva Izquierda                       | 853                      | 1,48                     |
| Votos positivos                       | Votos positivos          | Votos positivos                           | 57.519                   | 82,53                    |
| Votos en blanco                       | Votos en blanco          | Votos en blanco                           | 9.419                    | 13,51                    |
| Votos nulos                           | Votos nulos              | Votos nulos                               | 2.756                    | 3,95                     |
| Participación                         | Participación            | Participación                             | 69.694                   | 75,06                    |
| Electores registrados                 | Electores registrados    | Electores registrados                     | 92.850                   | 100                      |
| Totoral 1 Legislador                  |                          |                                           |                          |                          |
| Candidato                             | Partido                  | Partido                                   | Votos                    | %                        |
| Carlos Alberto Ciprian                |                          | Juntos por Córdoba                        | 4.681                    | 45,36                    |
| María del Carmen Luján                |                          | Unión por Córdoba                         | 3.886                    | 37,66                    |
| Pedro Ignacio Celiz                   |                          | Córdoba Podemos                           | 1.163                    | 11,27                    |
| Claudia Fabiana Bazán                 |                          | MST-Nueva Izquierda                       | 350                      | 3,39                     |
| Sergio Eduin Santa Cruz               |                          | Frente de Izquierda y de los Trabajadores | 146                      | 1,41                     |
| Carlos Alberto Amaya                  |                          | Frente Progresista y Popular              | 94                       | 0,91                     |
| Votos positivos                       | Votos positivos          | Votos positivos                           | 10.320                   | 85,69                    |
| Votos en blanco                       | Votos en blanco          | Votos en blanco                           | 1.275                    | 10,59                    |
| Votos nulos                           | Votos nulos              | Votos nulos                               | 449                      | 3,73                     |
| Participación                         | Participación            | Participación                             | 12.044                   | 79,00                    |
| Electores registrados                 | Electores registrados    | Electores registrados                     | 15.245                   | 100                      |
| Tulumba 1 Legislador                  |                          |                                           |                          |                          |
| Candidato                             | Partido                  | Partido                                   | Votos                    | %                        |
| Isaac López                           |                          | Unión por Córdoba                         | 3.495                    | 47,84                    |
| Manuel Eduardo Palomeque              |                          | Juntos por Córdoba                        | 1.788                    | 24,47                    |
| Clara Ysabel Montenegro               |                          | Córdoba Podemos                           | 1.099                    | 15,04                    |
| Franco Samuel Farías                  |                          | Frente de Izquierda y de los Trabajadores | 857                      | 11,73                    |
| María Imelda Palomeque                |                          | Frente Progresista y Popular              | 67                       | 0,92                     |
| Votos positivos                       | Votos positivos          | Votos positivos                           | 7.306                    | 81,07                    |
| Votos en blanco                       | Votos en blanco          | Votos en blanco                           | 1.466                    | 16,27                    |
| Votos nulos                           | Votos nulos              | Votos nulos                               | 240                      | 2,66                     |
| Participación                         | Participación            | Participación                             | 9.012                    | 78,85                    |
| Electores registrados                 | Electores registrados    | Electores registrados                     | 11.430                   | 100                      |
| Unión 1 Legislador                    |                          |                                           |                          |                          |
| Candidato                             | Partido                  | Partido                                   | Votos                    | %                        |
| Dardo Alberto Iturria                 |                          | Unión por Córdoba                         | 20.017                   | 39,39                    |
| Carlos María Matterson                |                          | Juntos por Córdoba                        | 16.065                   | 30,81                    |
| Graciela Santina Sánchez              |                          | Córdoba Podemos                           | 13.085                   | 25,10                    |
| Julia Giletta                         |                          | Frente de Izquierda y de los Trabajadores | 686                      | 1,32                     |
| Carolina Maraschin                    |                          | Movimiento al Socialismo                  | 921                      | 1,77                     |
| Mario Omar Gómez                      |                          | Frente Progresista y Popular              | 632                      | 1,21                     |
| Vanesa Sabrina Rodríguez              |                          | MST-Nueva Izquierda                       | 436                      | 0,84                     |
| Eduardo Alfredo Saires                |                          | Coalición Cívica ARI                      | 297                      | 0,57                     |
| Votos positivos                       | Votos positivos          | Votos positivos                           | 52.139                   | 80,23                    |
| Votos en blanco                       | Votos en blanco          | Votos en blanco                           | 10.886                   | 16,75                    |
| Votos nulos                           | Votos nulos              | Votos nulos                               | 1.964                    | 3,02                     |
| Participación                         | Participación            | Participación                             | 64.989                   | 74,65                    |
| Electores registrados                 | Electores registrados    | Electores registrados                     | 87.056                   | 100                      |